# Sienno (województwo kujawsko-pomorskie)
Sienno – wieś w Polsce, położona w województwie kujawsko-pomorskim, w powiecie bydgoskim, w gminie Dobrcz.

## Podział administracyjny
W latach 1975–1998 miejscowość położona była w województwie bydgoskim.

## Demografia
Według danych Urzędu Gminy Dobrcz (XII 2020 r.) miejscowość liczyła 724 mieszkańców.

## Dawne cmentarze
Na terenie wsi zlokalizowany jest nieczynny cmentarz ewangelicki

## Pomniki przyrody
Przez Sienno przebiega dębowa aleja przydrożna stanowiąca pomnik przyrody. Pierwotnie w alei znajdowało się 278 drzew (267 dębów szypułkowych 125-370 cm; 2 graby zwyczajne 173, 245 cm; 1 klon jesionolistny 171 cm; 8 klonów zwyczajnych 132-271 cm). W 2011 roku zarządzono usunięcie 2 dębów i 3 klonów zwyczajnych.
Oprócz alei w parku dworskim znajduje się 7 drzew pomników przyrody:
| Nr | Nazwa                  | Sztuk | Obwód                 |
| 1. | Dąb szypułkowy         | 4     | 318, 390, 405, 440 cm |
| 2. | Kasztanowiec zwyczajny | 2     | 302, 350 cm           |
| 3. | Jesion wyniosły        | 1     | 305 cm                |